# Кривань (округ Детва)
Кривань (словац. Kriváň) — село, громада в окрузі Детва, Банськобистрицький край, Словаччина. Кадастрова площа громади — 9,11 км². Станом на 31 грудня 2015 року в селі проживало 1710 людей.

## Історія
Перші згадки про село датуються 1955 роком.

## Населення
| Рік:            | 1994. | 2004.   | 2014.   | 2024.   |
| --------------- | ----- | ------- | ------- | ------- |
| Кількість осіб: | 1638  | 1709    | 1689    | 1739    |
| Різниця:        |       | +4,33 % | -1,17 % | +2,96 % |

| Рік:            | 2023. | 2024.   |
| --------------- | ----- | ------- |
| Кількість осіб: | 1727  | 1739    |
| Різниця:        |       | +0,69 % |